# Bicellaria collina
Bicellaria collina är en tvåvingeart som beskrevs av Philippi 1865. Bicellaria collina ingår i släktet Bicellaria och familjen puckeldansflugor. Inga underarter finns listade i Catalogue of Life.